# Islam Chamsatowitsch Mazijew
Islam Chamsatowitsch Mazijew (russisch Ислам Хамзатович Мациев; * 10. Dezember 1973 in Grosny) ist ein ehemaliger Judoka, der für Russland startete. Er war Zweiter der Europameisterschaften 1998.

## Sportliche Karriere
Der 1,68 m große Islam Mazijew kämpfte im Halbleichtgewicht, der Gewichtsklasse bis 65 Kilogramm, ab 1998 bis 66 Kilogramm. 1995, 1996, 1997 und 1999 war er russischer Meister in dieser Gewichtsklasse. 1996 gewann er die Weltcup-Turniere in Moskau und Leonding. Bei den Olympischen Spielen 1996 in Atlanta unterlag er in seinem ersten Kampf nach 22 Sekunden dem Japaner Yukimasa Nakamura, in der Hoffnungsrunde schied er nach 3:58 Minuten gegen den Mongolen Pürewdordschiin Njamlchagwa aus.
1998 gewann er erneut das Turnier in Moskau. Bei den Europameisterschaften in Oviedo besiegte er im Halbfinale den Briten David Somerville, im Finale unterlag er dem Franzosen Larbi Benboudaoud. Auch 1999 siegte Mazijew beim Weltcup in Moskau. Bei den Weltmeisterschaften in Birmingham besiegte er in seinem ersten Kampf den Japaner Yukimasa Nakamura und schied dann gegen den Mongolen Pürewdordschiin Njamlchagwa aus. Im Jahr 2000 siegte Mazijew bei den Weltcup-Turnieren in Moskau, Sofia und Prag. Im Mai bei den Europameisterschaften in Breslau belegte er den siebten Platz. Bei den Olympischen Spielen 2000 in Sydney bezwang er den Argentinier Martín Ríos nach einer Minute, in seinem nächsten Kampf schied er gegen den Kasachen Iwan Baglajew nach 3:29 Minuten aus.
2001 besiegte Mazijew beim Tournoi de Paris im Halbfinale Larbi Benboudaoud und im Finale mit Benjamin Darbelet einen weiteren Franzosen. Bei den Weltmeisterschaften in München verlor er im Halbfinale gegen den Iraner Ārash Miresmāeli und im Kampf um Bronze gegen den Südkoreaner Kim Hyung-ju. Im November 2001 siegte Mazijew bei den Militärweltmeisterschaften. Bei den Europameisterschaften 2002 in Maribor unterlag er im Viertelfinale dem Slowaken Jozef Krnáč. Mit Siegen in der Hoffnungsrunde über den Schweden Gabriel Bengtsson, den Türken Hüseyin Özkan und den Georgier Giorgi Rewasischwili erkämpfte sich Mazijew eine Bronzemedaille. 2002 und 2004 gewann Mazijew das Weltcupturnier in Moskau, 2003 siegte er bei den Militärweltspielen.